# Senén Florensa i Palau
Senén Florensa i Palau (Valls, Tarragona, 1950) és un diplomàtic espanyol, president executiu de l'Institut Europeu de la Mediterrània (IEMed). També presideix l’Assemblea General d’EuroMeSCo (Euro-Mediterranian Study Commissiom) i dirigeix la revista trimestral Afkar/Ideas, que fomenta el diàleg entre Europa, els països del nord d'Àfrica i el Pròxim Orient.

## Trajectòria
Es va llicenciar en ciències econòmiques i dret a la Universitat de Barcelona. Va començar els estudis de doctorat en economia a la Universitat Paris I entre 1973 i 1974. Va obtenir una beca Fulbright amb la qual va estudiar a la Universitat de Nova York entre 1974 i 1976. Va completar el seu doctorat a la Universitat Complutense de Madrid, on el 1979 va llegir la tesi amb la qualificació de summa cum laude. Posteriorment va obtenir el Diploma d’Estudis Internacionals per l’Escola Diplomàtica. Va ingressar com a diplomat de carrera el 1979 i destinat com a vocal assessor al gabinet del president del Govern.
El 1986 va ser membre del Comitè Organitzador dels Jocs Olímpics de Barcelona 1992. El 1992 fou nomenat cònsol general d'Espanya a Berlín. Entre 1996 i 2000 va ser director general de l'Institut de Cooperació amb el Món Àrab, Mediterrani i Països en Desenvolupament (ICMAMPD), depenent del Ministeri d'Afers Exteriors espanyol. L'any 2000 fou nomenat ambaixador d'Espanya a Tunísia, càrrec que va ocupar fins al 2004.
Del 2006 al 2011 va ser director general i després president executiu de l'Institut Europeu de la Mediterrània (IEMed). Entre 2011 i 2012 fou secretari d’Afers Exteriors del Govern de Catalunya. El 2013 retornà a l'IEMed, aquest cop com a president executiu. El 2017 fou nomenat cònsol General d'Espanya a Roma, càrrec que va ocupar durant un any, fins que el 2018 fou nomenat representant permanent d'Espanya a l'ONU i les Organitzacions Internacionals a Viena, fins al 2020.
Com autor, ha publicat o editat diversos llibres i articles sobre afers euromediterranis i internacionals. També ha treballat com a professor de Relacions Internacionals i Diplomàcia a la Universitat Ramon Llull, i ha sigut director d’Estudis a l’Escola Diplomàtica i Professor titular d’Economia Internacional i Desenvolupament a la Universitat Complutense de Madrid. És membre del Patronat i del Consell Rector de la Universitat Antonio de Nebrija de Madrid.

## Premis i reconeixements
El 2021 va ser nomenat Vallenc de l'Any.